# 休日課長
休日課長（きゅうじつかちょう、1987年2月20日 - ）は、日本のミュージシャン、ベーシストである。埼玉県出身。「ゲスの極み乙女」「DADARAY」「ichikoro」「礼賛」のメンバーであり、ベースを担当している。「indigo la End」の元メンバー。別名義は絵にならない課長、和田理生（わだまさお）、Holy。

## 略歴
中学3年生の時にギターを始める。レッド・ホット・チリ・ペッパーズに影響され、大学入学後本格的にベースを始める。
2008年8月28日、mochimochiを結成し、ベース、ボーカルを務める。
2009年、東京農工大学電気電子工学科を卒業。
2010年2月、indigo la End（和田理生、絵にならない課長 名義）に所属する。
2011年 東京農工大学大学院生物システム応用科学府 修士課程を卒業。電機メーカー入社。サラリーマン業との両立が厳しくなったため、2011年7月、indigo la Endを脱退する。
2012年5月、大学の軽音楽部の2年後輩である川谷絵音に誘われゲスの極み乙女。の一員となり、サラリーマン業と並行して活動を始める。バンド初期にサングラスをかけていたのは会社にバレたくなかったからである。会社が副業禁止だったため、バンドの収益を一切もらわないことにして、あくまでもバンド活動は趣味であり会社の規定に反しないようにしていた。2014年4月をもって会社を辞め、バンド活動一本となる。
2017年1月、川谷絵音がプロデュースするバンドDADARAYに所属する。
2017年5月、川谷絵音とボカロPユニット学生気分を組む。
2018年3月、インストゥルメンタルバンドichikoro(Holy 名義)に所属する。
2018年12月11日、Netflix配信番組『TERRACE HOUSE OPENING NEW DOORS』に出演する（和田理生 名義）。同シリーズの最終回まで出演した。
2020年11月19日、自身の初書籍となる料理レシピ本『ホメられるとまた作りたくなる!妄想ごはん』を発売。
2021年6月12日、前述のレシピ本『ホメられるとまた作りたくなる!妄想ごはん』を原案としたテレビドラマ『ホメられたい僕の妄想ごはん』がテレビ大阪・BSテレ東で7月10日にスタートすることが発表された。主演は高杉真宙。
2022年1月6日、お笑いコンビラランドのサーヤ（バンド活動時はCLR名義）が、2021年12月に結成したバンド「礼賛」に、ベースで参加していることが公表された。（なお、同バンドには「春日山」名義での参加となる）。

## 人物
- 趣味は、料理（特にカレー作り）である。
- 好きな食べ物は、カレー・ラーメン・オムライス・寿司・焼肉・和食。嫌いな食べ物は、柿・干し芋。
- 好きな異性のタイプは、何かに打ち込んでいる人。嫌いなタイプは、食べ方が特別汚い人。
- ベースプレイに影響を与えた作品は、イエスの『リレイヤー』とサンダーキャットの『Drunk』をあげている[10]。

## 所属バンド

### ゲスの極み乙女
川谷絵音(Vo/Gt)、休日課長(Ba)、ちゃんMARI(Key)、ほな・いこか(Dr)の4名による日本のバンド。

### DADARAY
REIS(Vo/Key)、えつこ(Vo/Key)、休日課長(Ba)の3名による日本のバンド。

### ichikoro
One(Gt)、Think(Gt)、Holy(Ba)、M(Key)、Vista(Gt)、Suger(Dr)の6名による日本のインストゥルメンタルバンド。Holy名義で所属している。

### 学生気分
川谷絵音、休日課長によるボカロPユニット。川谷曰く「“気分”でやってみただけ」なので2017年6月に公開された「恋のこと」を最後に活動は行われていない（川谷曰く「消滅」）

### mochimochi
メタロウ(Gt/Vo)、くまちゃん(Gt/Vo)、わだお(Ba/Vo)、せのちゃん(Dr)の4名によるインディーズバンド。吉祥寺・国分寺を中心に活動している。思いつき、妄想、幻想、現実の詰め込み型の楽曲作成活動を行っている。わだお名義で所属している。

### 礼賛
CLR（お笑いコンビ・ラランドのサーヤ）ボーカル担当、晩餐（川谷絵音）ギター担当、簸（木下哲）ギター担当、春日山（休日課長）ベース担当、foot vinegar（GOTO）ドラム担当によるバンド。

### indigo la End
川谷絵音(Vo/Gt)、長田カーティス(Gt)、後鳥亮介(Ba)、佐藤栄太郎(Dr)の4名による日本のロックバンド。和田理生、絵にならない課長名義で、2010年2月 - 2011年7月の間ベースを担当していた。

## 主なメディア出演

### テレビ
- TERRACE HOUSE OPENING NEW DOORS[6]（Netflix、2018年12月11日 - 2019年2月12日）
- リモートシェフ（BSフジ、2022年9月11日）

### ドラマ
- 神ちゅーんず 〜鳴らせ!DTM女子〜（朝日放送テレビ、2019年4月7日 - ）- 本人役
- グランメゾン東京Paraviオリジナルストーリー（Paravi、2019年12月30日）- バーのマスター役
- ホメられたい僕の妄想ごはん（BSテレビ東京、2021年7月11日 - ） - 和田（特別出演）
- パリピ孔明 第9話・最終話（フジテレビ、2023年11月22日・29日） - 南房 役[12] [13]
- Re:リベンジ-欲望の果てに-（フジテレビ、2024年4月11日 - ） - 五十嵐剛 役[14]
- 僕のあざとい元カノ from あざとくて何が悪いの?（テレビ朝日、2025年1月24日） - 辻 役[15]
- FOGDOG 第3話・第4話（2025年8月5日・12日、読売テレビ） - 蜂屋満 役[16]

### 映画
- 水曜日が消えた（2020年5月15日公開、日活） - 高橋 役[17]
- 大きな玉ねぎの下で（2025年2月7日公開、東映） - 重田 役[18]
- パリピ孔明 THE MOVIE（2025年4月25日公開、松竹） - 南房 役[19]

## 書籍
- ホメられるとまた作りたくなる!妄想ごはん（2020年11月19日発売、マガジンハウス）

## メディア・ミックス

### テレビドラマ
- 『ホメられたい僕の妄想ごはん』（2021年、テレビ大阪・BSテレ東） - 原案『ホメられるとまた作りたくなる!妄想ごはん』